# 86 هـ
86 هـ هي سنة في التقويم الهجري امتدت مقابلةً في التقويم الميلادي بين سنتي 705 و705.

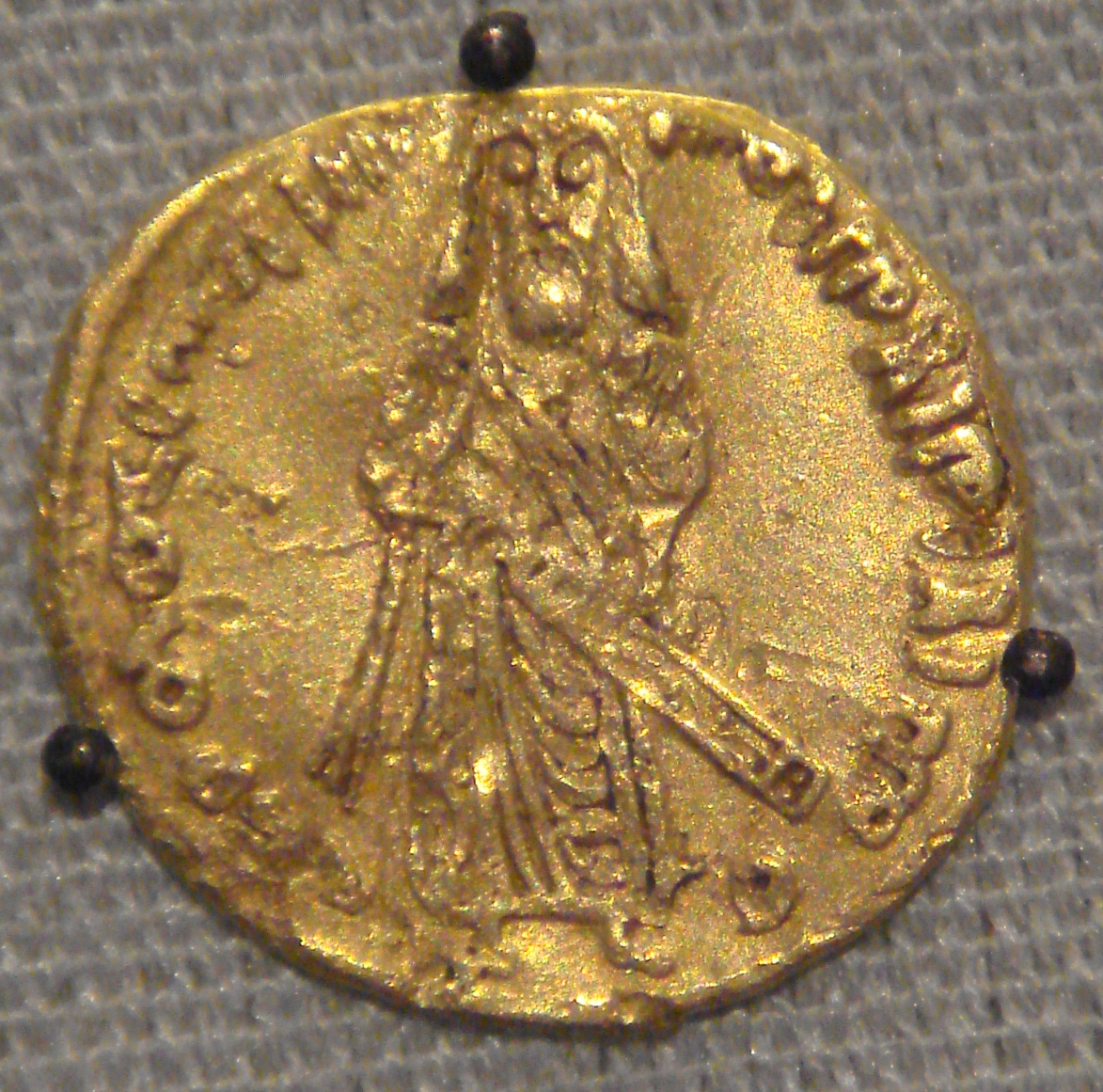
عبد الملك بن مروان مرسومًا على أول دينار ذهبي أموي

## أحداث
- ولاية الوليد بن عبد الملك

## مواليد
- يزيد بن الوليد

## وفيات
- قبيصة بن ذؤيب
- يونس بن عطية الحضرمي
- عبد العزيز بن مروان
- عبد الله بن أبي أوفى
- عبد الملك بن مروان. خامس الخلفاء الأمويين (ولد 26 هـ)